# Земская школа (Макушиха)
Земская школа — памятник архитектуры местного значения в Макушихе. Сейчас здание не используется и находится ветхом состоянии.

## История
Решением исполкома Черниговского областного совета народных депутатов от 26.06.1989 № 130 дому присвоен статус памятник архитектуры местного значения с охранным № 55-Чг под названием Двухклассная земская школа.

## Описание
В период 1912-1914 годы по проектам А. Г. Сластиона и лохвицких техников были возведены земские школы в Варве (Земская школа), селах Светличном, Макушихе, Озерянах (Земская школа), Остаповке, Брагинцах, Гнединцах которые соединили последние приобретения рационализма, в частности трансформацию классов благодаря раздвижным перегородкам, и традиционность элементов во внешнем виде. Только 3 из 7 школ взяты на государственный учёт (памятники архитектуры). Всего было построено 54 школы в Лохвицком уезде — остальные расположены на территории современных Полтавской и Сумской областей. 
Земская школа в Макушихе возведена по типичному проекту Двухклассной (Двухкомплектной) земской школы. Кирпичный, одноэтажный, прямоугольный в плане дом, где за красную линию фасада выступает башня с грушеобразным куполом, с скатной крышей. Планирование смешанное — коридорно-анфиладное. Шестиугольные (в форме трапеции) оконные и дверные проёмы, верх которых уже низа. Построен в украинском народном стиле с элементами присущими модерну. Кирпичный декор фасада создаёт своеобразное оформление — узор в ярко выраженных народных формах. Школа состояла из учебной и жилой (помещение для учителей) зон. Учебная зона включала включала учебный класс, входной тамбур, коридор — зону отдыха (зимой использовался как раздевалка), крестьянская и школьная библиотека. 
Сейчас здание не используется и находится ветхом состоянии.